# پی‌بک (۲۰۱۳)
پِی بک (به انگلیسی: Payback) یک رویداد غیر رایگان (Pay-Per-View) در کشتی حرفه‌ای است که توسط کمپانی WWE تهیه می‌شود و این دورهٔ آن هم در ۱۶ ژوئن ۲۰۱۴ برگزار خواهد شد. این دوره از پی بک اولین دورهٔ برگزاری آن در WWE بود. پی بک جایگزین پی پر ویو بدون راه خروج شده بود.

## شرح مسابقات و رویدادها
شرح مهم‌ترین مسابقه : مهم‌ترین مسابقه این پی پر ویو یک مسابقه ۳ ایستگاه جهنم شامل ۳ مسابقه لامبرجکس، میزها و آمبولانس بود. در مسابقه لامبرجکس کشتی گیران مختلف دور تا دور رینگ را گرفتند تا هیچ کس قادر به فرار کردن نباشد. در آن مسابقه رایبک را اجام حرکی شل شاکت روی جان سینا مرحله اول را با موفقیت سپری کرد. در مسابقه دوم کشتی‌گیری که حریف خود را روی یک میز پرتاب کند به طوری که میز بشکند برنده است و سینا در این مرحله پیروز شد. در مسابقه سوم کسی که حریف خود را در آمبولانس بگذارد و در را ببندد برنده است. هنگامی که این دو روی آمبولانس با هم درگیر بودند، جان سینا با انجام حرکت پایانی اش یعنی AA روی رایبک سقف آمبولانس را پاره کرد و رایبک از بالا وارد آمبولانس شد. این مسابقه با نتیجه ۲ پیروزی از ۳ مسابقه برای جان سینا، به نفع او به پایان رسید و سینا از کمربند WWE خود دفاع کرد.

## نتایج
| شماره | مسابقه | نوع مسابقه | زمان  |
| ----- | --- | --- | ----- |
| ۱     | شیمس (برنده) در مقابل دمین سنداو                                                                          | مسابقه تک به تک | ۱۰:۲۵ |
| ۲     | کورتیس اکسل (همراه با پول هیمن) (برنده) در مقابل وید برت (قهرمان) و میز                                   | مسابقه ۳ نفره سر کمربند قهرمانی بین قاره‌ای | ۱۰:۳۶ |
| ۳     | ای جی لی (همراه با بیگ ای لنگستون) (برنده) در مقابل Kaitlyn (قهرمان)                                      | مسابقه تک به تک سر کمربند قهرمانی دیواز | ۰۹:۵۴ |
| ۴     | دین امبروز (یکی از اعضای گروه شیلد) (قهرمان) (برنده) در مقابل کین                                         | مسابقه تک به تک سر کمربند قهرمانی ایالات متحده | ۰۹:۳۳ |
| ۵     | آلبرتو دل ریو (همراه با ریکاردو رودریگز) (برنده) در مقابل دولف زیگلر (همراه با ای جی لی و بیگ ای لنگستون) | مسابقه تک به تک سر کمربند قهرمانی سنگین وزن | ۱۳:۴۶ |
| ۶     | سی ام پانک (همراه با پول هیمن) (برنده) در مقابل کریس جریکو                                                | مسابقه تک به تک | ۲۱:۱۹ |
| ۷     | رومن رینز و سث رالنز (دو عضو دیگر گروه شیلد) (قهرمان) (برنده) در مقابل رندی اورتون و دنیل برایان          | مسابقه تگ تیم سر کمربندهای تگ تیم | ۱۲:۰۷ |
| ۸     | جان سینا (قهرمان) (برنده) در مقابل رایبک                                                                  | مسابقه ۳ ایستگاه جهنم سر کمربند WWE مسابقه اول - مسابقه Lumberjack (برنده: رایبک) مسابقه دوم - مسابقه میزها (برنده: جان سینا) مسابقه سوم - مسابقه آمبولانس (برنده: جان سینا) | ۲۴:۴۰ |